# Fredonia (Kentucky)
Fredonia és una població dels Estats Units a l'estat de Kentucky. Segons el cens del 2000 tenia 420 habitants.

## Demografia
Segons el cens del 2000, Fredonia tenia 420 habitants, 177 habitatges, i 132 famílies. La densitat de població era de 249,5 habitants/km².
Dels 177 habitatges en un 28,8% hi vivien nens de menys de 18 anys, en un 62,1% hi vivien parelles casades, en un 10,2% dones solteres, i en un 25,4% no eren unitats familiars. En el 24,9% dels habitatges hi vivien persones soles el 13% de les quals corresponia a persones de 65 anys o més que vivien soles. El nombre mitjà de persones vivint en cada habitatge era de 2,37 i el nombre mitjà de persones que vivien en cada família era de 2,8.
Per edats la població es repartia de la següent manera: un 21,4% tenia menys de 18 anys, un 6,4% entre 18 i 24, un 31,2% entre 25 i 44, un 24,3% de 45 a 60 i un 16,7% 65 anys o més.
L'edat mediana era de 39 anys. Per cada 100 dones de 18 o més anys hi havia 90,8 homes.
La renda mediana per habitatge era de 35.893 $ i la renda mediana per família de 41.250 $. Els homes tenien una renda mediana de 35.000 $ mentre que les dones 21.429 $. La renda per capita de la població era de 14.865 $. Entorn del 9,2% de les famílies i el 13% de la població estaven per davall del llindar de pobresa.

## Poblacions més properes
El següent diagrama mostra les poblacions més properes.